# Oberonia cleistogama
Oberonia cleistogama är en orkidéart som beskrevs av Rudolf Schlechter. Oberonia cleistogama ingår i släktet Oberonia och familjen orkidéer. Inga underarter finns listade i Catalogue of Life.